# Museum Starnberger See

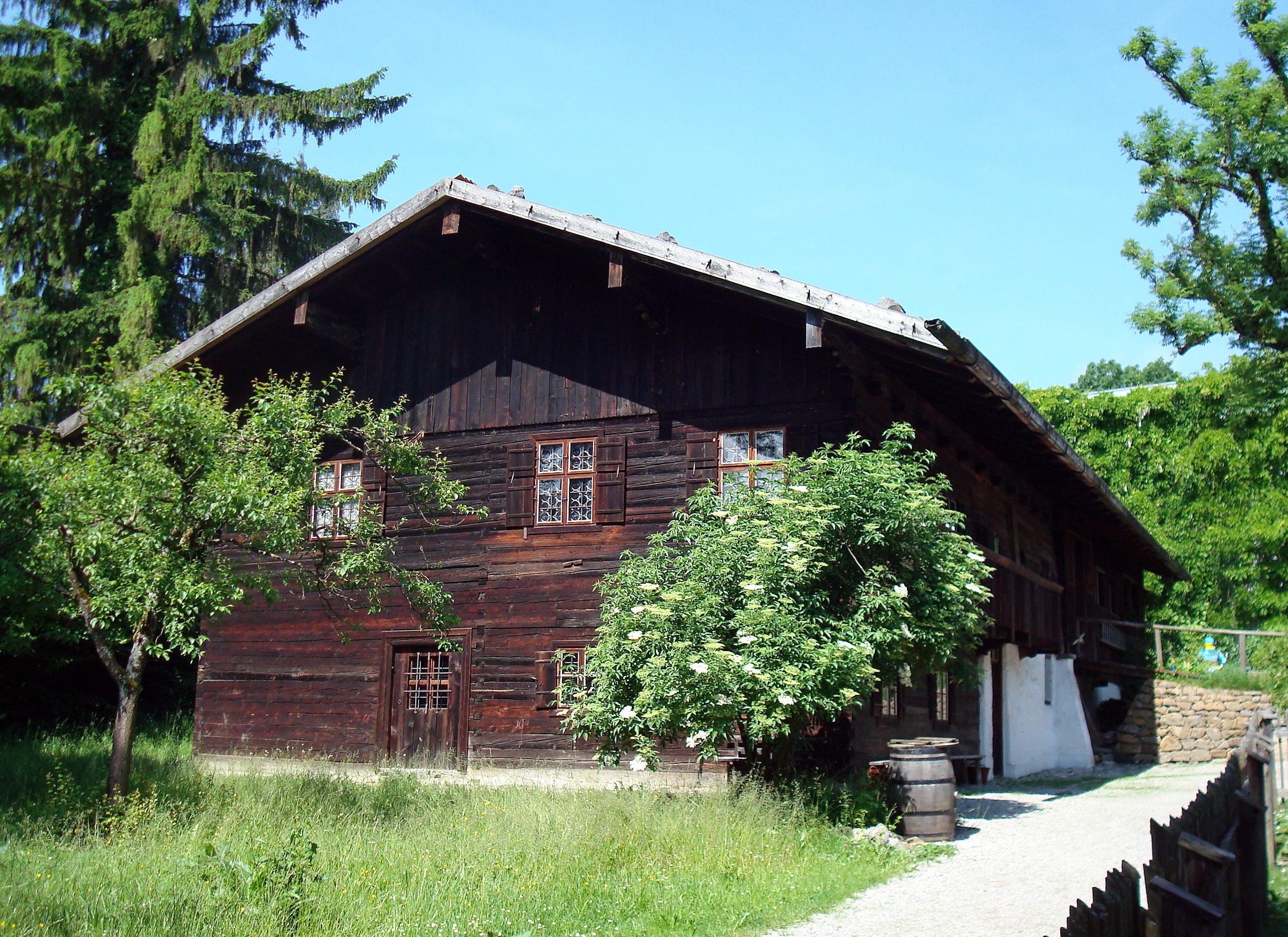
Das Lochmannhaus – Exponat und Museumsgebäude in einem

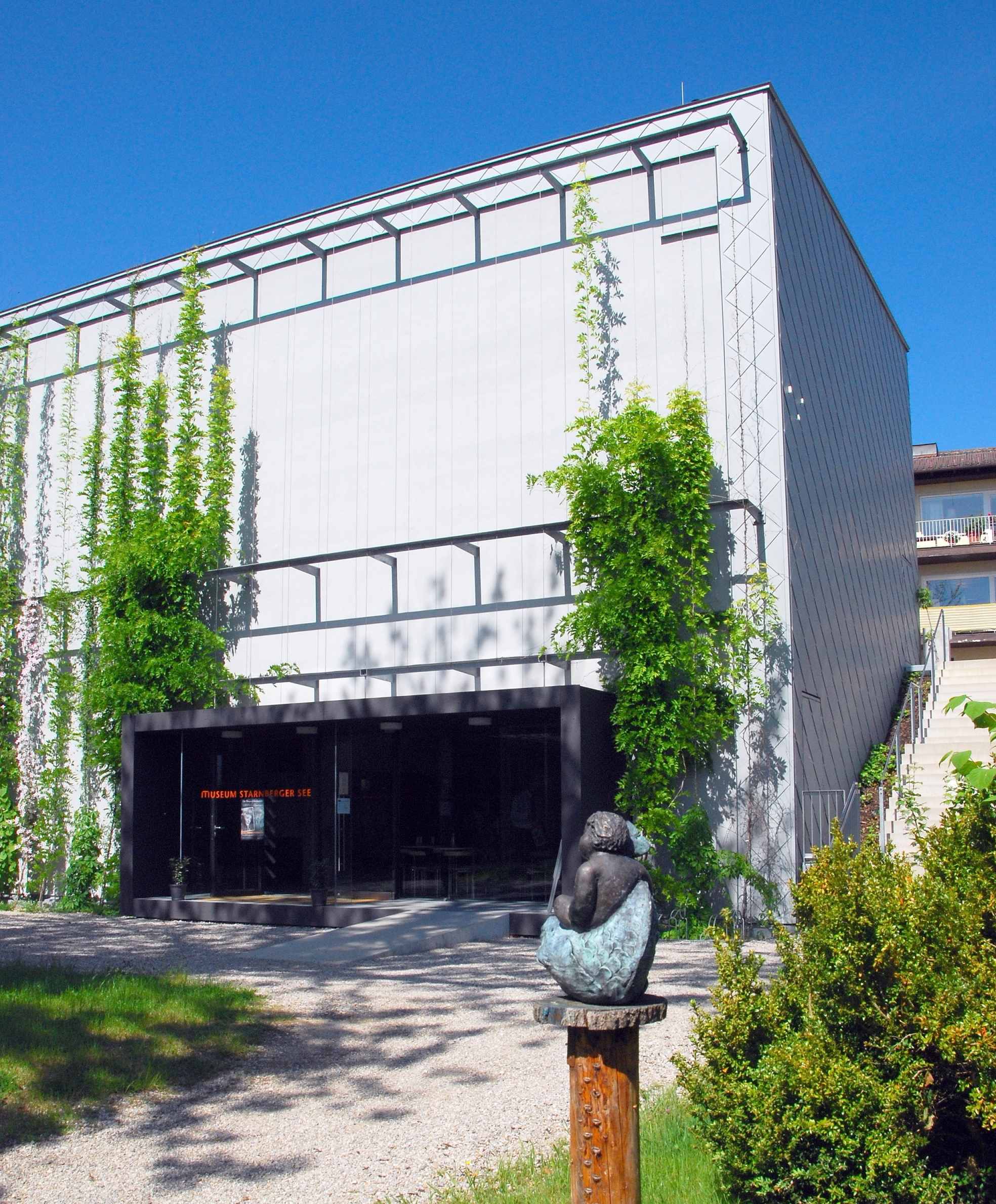
Der Neubau des Museums

Das Museum Starnberger See ist ein kulturgeschichtliches Museum in der oberbayerischen Kreisstadt Starnberg. Es gehört zu den touristischen Attraktionen des Starnberger Fünfseenlandes. Anhand herausragender Exponate erzählt es von der vielfältigen Nutzung des Starnberger Sees im Laufe der Jahrhunderte. Von den höfischen Festen des bayerischen Herrscherhauses, in deren Mittelpunkt das Prachtschiff Bucentaur (Baujahr 1662) stand, über die Kolonisierung der Region durch Münchner Bürger bis hin zum einfachen Leben der Fischer und Bauern bildet das Museum die gesamte gesellschaftliche Bandbreite ab.

## Geschichte und Beschreibung
Die Gründung geht auf den Museumsverein für den Würmseegau, Verein für Volkstum und Heimat zurück, einen Zusammenschluss von Starnberger Bürgern, die 1913 die Grundlage für das Museum legten. Die Initiative ging von Dr. Martin Penzl (Amtsarzt, Gemeindevorsitzender und ehemaliger Sekretär des Kunstsammlers Schack) aus. Untergebracht wurde es im so genannten Lochmannhaus, einem Bauern- und Fischerhaus, dessen Geschichte bis in das frühe 16. Jahrhundert zurückreicht. Rund ein Jahr nach der Vereinsgründung wurde das Museum am 9. Juli 1914 durch den Ersten Vorsitzenden des Vereins Richard Paulus im Beisein von König Ludwig III., Schirmherr des Vereins, eröffnet.
Bei der Einrichtung des Museums blieb der Wohnteil des Anwesens nahezu unverändert und wurde selbst Teil der Ausstellung. Die gotische Vertäfelung im sogenannten Herrenzimmer weist darauf hin, dass das Haus schon um 1520 im Besitz einer Münchner Patrizierfamilie war und offensichtlich als frühes Sommerhaus genutzt wurde. Später gehörte es den Hofmarksherren von Tutzing. Noch im frühen 19. Jahrhundert wurde das Lochmannhaus als „Schlössl“ bezeichnet. Im Untergeschoss des Lochmannhauses lebten und wirtschafteten die Pächter des bäuerlichen Anwesens, wobei ein wesentlicher Erwerbszweig die Fischerei war. Der urtümliche, gemauerte Herd unter dem großen Rauchfang, dessen Wände noch mit dem Ruß von Jahrhunderten bedeckt sind, die Stube mit der originalen Einrichtung aus der Mitte des 19. Jahrhunderts und der niedrige Stall mit Schwalbennest und Fliegendreck (beides noch aus der Zeit der Bewirtschaftung bis 1911) geben einen lebendigen Eindruck von der mühseligen Arbeit der Fischerfamilie.
Die ehemalige Tenne des Einfirsthauses wurde 1913 in Ausstellungsräume umgewandelt. Neben zwei neutralen Räumen erhielt ein dritter die Gestalt einer Kapelle. Dies war der umfangreichen Sammlung sakraler Kunstgegenstände geschuldet, die Dr. Penzl schon in den Jahrzehnten vor der Museumsgründung angelegt hatte. Darunter befand sich die sogenannte Starnberger Heilige (1755) von Ignaz Günther, die heute zu den Highlights der Museumssammlung zählt. Eine weitere Besonderheit sind die in die Museumsräume eingebauten Deckenbalken und Türrahmen aus dem Starnberger Schloss. Sie sind die einzigen verbliebenen Baurelikte, die von der Ausbauphase des Schlosses im 16. Jahrhundert zeugen.
2008 wurde das Museum um einen modernen Neubau erweitert. Er beherbergt mit wertvollen Bugfiguren und anderen Ausstattungsstücken herrschaftlicher Schiffe sowie dem großen Modell des Prachtschiffes „Bucentaur“ vor allem Exponate zur Lustschifffahrt des bayerischen Herrscherhauses. Im Zentrum steht dabei das sieben Meter lange Ruderboot „Delphin“. 1835 für König Ludwig I. gefertigt, ist es das einzige noch vollständig erhaltene Schiff der einstmals großen Flotte der Wittelsbacher. Daneben zeugt die überlebensgroße Bugfigur „Triton“ (Bildhauer: Rudolf Maison) des Salonschiffes „Luitpold“ von der großen Zeit der Dampfschifffahrt auf dem Starnberger See.

## Sonderausstellungen
Neben den oben beschriebenen ständig zu sehenden Ausstellungsstücken bietet das Museum mit bis zu drei Sonderausstellungen pro Jahr ein abwechslungsreiches Programm. Dabei liegt der inhaltliche Schwerpunkt auf Themen, die einen starken Bezug zur Region haben. So werden zum Beispiel in loser Folge Personen und ihr Werk vorgestellt, die in der Region am Starnberger See gelebt, gewirkt oder diese in besonderer Weise geprägt haben.